# Serbische Frauen-Handballnationalmannschaft
Die serbische Frauen-Handballnationalmannschaft (serbisch Женска рукометна репрезентација Србије Ženska rukometna reprezentacija Srbije) repräsentiert Serbien bei internationalen Wettbewerben im Frauenhandball und untersteht der Leitung des serbischen Handballverbands RSS. Seit 2006 ist der Verband Mitglied der EHF. Die Mannschaft wird, sowohl von der Internationalen, als auch von der Europäischen Handballföderation, als direkter Nachfolger der jugoslawischen (bis Februar 2003) und der serbisch-montenegrinischen Nationalmannschaft (bis Juni 2006) behandelt.
Der größte Erfolg der serbischen Mannschaft war der zweite Platz bei der Heim-WM 2013.

## Platzierungen bei Meisterschaften

### Weltmeisterschaften
- Weltmeisterschaft 2013: 02. Platz
- Weltmeisterschaft 2015: 15. Platz
- Weltmeisterschaft 2017: 16. Platz
- Weltmeisterschaft 2019: 06. Platz
- Weltmeisterschaft 2021: 12. Platz (von 32 Teams)
Team: Ivana Mitrović (eingesetzt in 2 Spielen / 4 Tore geworfen), Aleksandra Vukailović (4/4), Marija Agbaba (6/8), Jelena Agbaba (6/9), Anđela Janjušević (6/19), Jovana Risović (6/2), Ana Kojić (5/3), Tamara Radojević (6/25), Jovana Jovović (6/6), Jovana Kovacević (4/10), Aleksandra Stamenić (6/10), Marija Jovanović (6/30), Natasa Lovrić (6/12), Jovana Stoiljković (6/30), Kristina Liščević (6/10), Marija Petrović (6/9)), Kristina Graovac (6/0);[1] Trainer war Uroš Bregar.
- Weltmeisterschaft 2023: 21. Platz
Team: Katarina Bojicić (6/9), Anđela Janjušević (6/14), Jovana Jovović (6/20), Molli Kubina (5/0), Marija Laništanin (5/22), Emilija Lazić (6/7), Nataša Lovrić (5/2), Teodora Majkić (1/0), Jovana Milojević (5/3), Edita Nuković (4/4), Dunja Radević (5/8), Sanja Radosavljević (6/22), Marija Simić (1/0), Aleksandra Stamenić (4/12), Teodora Veličković (4/7), Aleksandra Vukajlović (6/11), Marija Čolić (6/0)[2]
Trainer: Uroš Bregar
- Weltmeisterschaft 2025:

### Europameisterschaften
- Europameisterschaft 2006: 14. Platz[3]

Die Qualifikation zur EM 2006 hatte noch das gemeinsame serbisch-montenegrinische Team geschafft, weil allerdings der Handballverband Montenegros seine Spielerinnen bereits vor der EM aus dem Team nahm, spielte Serbien das Turnier alleine unter seinem Namen.
- Europameisterschaft 2008: 13. Platz
- Europameisterschaft 2010: 14. Platz
- Europameisterschaft 2012: 04. Platz
- Europameisterschaft 2014: 15. Platz
- Europameisterschaft 2016: 09. Platz
- Europameisterschaft 2018: 11. Platz[6]

Mannschaftsaufstellung bei der Europameisterschaft 2018
- Europameisterschaft 2020: 13. Platz

Mannschaftsaufstellung bei der Europameisterschaft 2020
- Europameisterschaft 2022: 15. Platz (von 16 Teams)

Mannschaftsaufstellung bei der Europameisterschaft 2022
- Europameisterschaft 2024: 21. Platz (von 24 Teams)

- Jelena Agbaba, Katarina Bojičić, Tatjana Cinku, Milica Ignjatović, Anđela Janjušević, Jovana Jovović, Jelena Knežević, Tamara Kocić, Emilija Lazić, Una Obrenović, Marija Petrović, Dunja Radević, Sanja Radosavljević, Jovana Risović, Jovana Ristić, Marija Simić, Teodora Velicković, Nikolina Vidić; Trainer: Uroš Bregar

### Olympische Spiele
Bisher keine Teilnahme.

## Aktueller Kader
Jovana Risović (SCM Craiova), Tatjana Činku (ŽRK Železničar), Marija Simić (ŽORK Jagodina), Marija Petrović (SCM Gloria Buzău), Katarina Bojicić (SCM Craiova), Jelena Knežević (IUVENTA Michalovce), Jelena Agbaba (ŽRK Crvena Zvezda), Sanja Radosavljević (CS Măgura Cisnădie), Tamara Kocić (ŽRK Železničar), Nataša Lovrić (CS Măgura Cisnădie), Dunja Radević (ŽRK Budućnost Podgorica), Nikolina Vidić (ŽRK Crvena Zvezda), Jovana Jovović (Debreceni Vasutas SC), Anđela Janjušević (Rapid Bukarest), Jovana Skrobić (SCM Râmnicu Vâlcea), Emilija Lazić (HC Zalău), Jovana Ristić (ŽRK Radnički Belgrad), Una Obrenović (ŽRK Železničar), Teodora Veličković (ŽRK Železničar), Milica Ignjatović (RK Krim), Kaja Stoiljković

## Bisherige Trainer
Von 2017 bis 2021 war Ljubomir Obradović Nationaltrainer. Auf ihn folgte der aktuelle Coach Uroš Bregar.